# 不眠之夜 (馬)
不眠之夜，是日本純種競賽馬匹。生涯活躍於短途賽事，曾於2008年勝出短途馬錦標，亦於同年取得最佳短途馬頭銜。

## 出賽前
2004年2月7日出生於北海道早來町（今安平町）北部牧場，成長途中於一口馬主俱樂部Sunday Racing Co. Ltd.進行馬主募集。
其後交由栗東訓練中心練馬師橋口弘次郎訓練。

## 競賽生涯

### 3歲
2007年1月7日出戰京都競馬場3歲新馬戰，採取先行戰術下於直路被Sugar Vine超越，最終以第二完賽。
其後出戰3歲未勝利戰，於其中再度未能壓贏對手僅取得第三。
2月10日再度出戰3歲數未勝利戰，比賽初段選擇於先頭第四左右的位置推進，進入直路後以優秀的反應取得領先，隨後繼續加速逐步拋離後方的賽駒，最終以10馬位的巨大優勢取得首勝。
3月3日出戰3歲500萬獎金以下條件戰取得第二後，於其後出戰另一場3歲500萬獎金以下條件戰、出石特別及越後錦標成功取得三連勝，得以晉級公開組。
晉級公開組後其於年間出戰三場賽事但均未能勝利，最佳戰績爲於銀河錦標取得亞軍

### 4歲
2008年年初以門松錦標作爲年度首戰，採用後上戰術下成功於直路衝出，可惜仍然被Trust Jugemu壓制下未能獲勝，以3/4馬位差距落敗。
其後出戰京葉錦標及栗東錦標，兩場比賽均發揮優秀表現而取得連勝。
6月15日出戰CBC賞，雖然爲其首次出戰分級賽，但仍然取得第四人氣。比賽開始後，其隨即搶佔位置進行於第二推進，比賽途中一直維持此節奏。進入直路後，其於領放馬西方女神力弱下乘機取得領先，及後繼續保持速度以抵擋後方Spinning Noir的追擊，以1 1/4馬位優勢取得首個分級賽冠軍。
其後出戰北九州紀念，於比賽途中再度採取先行戰術，進入直路後以同樣方式取得領先及壓制後方的丸河鳳凰，最終拉開對手2馬位再下一城。
10月5日乘勢出戰短途馬錦標，賽前成功壓制函館短途錦標冠軍拳壇奇蹟及高松宮紀念冠軍精雕微琢取得第一人氣。比賽開始後，前方由Western Venus帶出，精雕微琢及不眠之夜於先頭位置推進，而拳壇奇蹟則處於稍爲後方。進入直路後，其爆發出不俗的速度率先衝出佔先，其後更以凌厲的勢頭逐步拋離拳壇奇蹟，最終切斷對手的攻勢下以1 1/4優勢奪得首個一級賽冠軍。
其後陣營原定有意安排其遠征香港出戰香港短途錦標，但於其受傷下最終計劃被擱置。
年末，由於本年度其以絕佳的狀態奪得短途馬錦標，因而於評選中以233票當選最佳短途馬。

### 5歲
進入2009年，其原定以遠征阿聯酋出戰杜拜金莎軒錦標作爲目標，但於放草期間出現蕁麻疹而避戰，並轉戰高松宮紀念。
3月29日按照計劃出戰高松宮紀念，比賽初段其保持於先頭位置逐步推進，進入直路後嘗試加速並不斷爬升，但仍然未能追上一直於前方領放的桂冠戰士，最終以1/2馬位差距落敗得第二。
完成高松宮紀念後進入休養，在9月的人馬錦標復出，然而於比賽途中再度未能超越率先衝出的天涯海角，最終被對手拉開2 1/2馬位下落敗。
其後其以連霸短途馬錦標作爲目標備戰，但於訓練途中被發現右前腳患有肌腱炎，於陣營慎重考慮後決定安排其退役，並於10月1日取消日本中央競馬會的賽駒註冊。

### 詳細賽績
| 日期       | 舉辦國家 | 馬場 | 距離   | 級別   | 賽事名稱         | 負重 | 騎師     | 馬號 | 出馬 | 名次 | 時間   | 頭馬（二馬）          |
| ---------- | -------- | ---- | ------ | ------ | ---------------- | ---- | -------- | ---- | ---- | ---- | ------ | --------------------- |
| 7/1/2007   | 日本     | 京都 | 草1400 |        | 3歲新馬          | 54   | 安藤勝己 | 14   | 16   | 2    | 1:25.2 | Sugar Vine            |
| 20/1/2007  | 日本     | 京都 | 草1600 |        | 3歲未勝利        | 54   | 李慕華   | 10   | 16   | 3    | 1:37.5 | Vienna Waltz          |
| 10/2/2007  | 日本     | 京都 | 泥1200 |        | 3歲未勝利        | 54   | 安藤勝己 | 12   | 16   | 1    | 1:12.8 | （Three Curacao）     |
| 3/3/2007   | 日本     | 阪神 | 泥1200 |        | 3歲500萬獎金以下 | 54   | 安藤勝己 | 9    | 13   | 2    | 1:12.9 | Magic Bomber          |
| 13/5/2007  | 日本     | 京都 | 泥1200 |        | 3歲500萬獎金以下 | 54   | 上村洋行 | 2    | 16   | 1    | 1:11.9 | （T M Kagemusha）     |
| 17/6/2007  | 日本     | 阪神 | 泥1200 |        | 出石特別         | 52   | 上村洋行 | 8    | 16   | 1    | 1:11.7 | （Agnes Happy）       |
| 14/7/2007  | 日本     | 新潟 | 泥1200 |        | 越後錦標         | 52   | 上村洋行 | 14   | 15   | 1    | 1:11.0 | （Air Adonis）        |
| 8/10/2007  | 日本     | 東京 | 泥1400 | OP     | 柏修斯錦標       | 51   | 上村洋行 | 1    | 16   | 5    | 1:22.9 | Tosen Bright          |
| 18/11/2007 | 日本     | 東京 | 泥1400 | OP     | 霜月錦標         | 53   | 上村洋行 | 4    | 16   | 5    | 1:23.3 | Admire Subaru         |
| 9/12/2007  | 日本     | 阪神 | 泥1400 | OP     | 銀河錦標         | 53   | 上村洋行 | 3    | 16   | 2    | 1:22.5 | 礦物奇趣              |
| 6/1/2008   | 日本     | 京都 | 泥1400 | OP     | 門松錦標         | 53   | 上村洋行 | 12   | 16   | 2    | 1:24.0 | Trust Jugemu          |
| 20/4/2008  | 日本     | 中山 | 泥1200 | OP     | 京葉錦標         | 53   | 橫山典弘 | 2    | 16   | 1    | 1:09.1 | （Nishino Con Safos） |
| 18/5/2008  | 日本     | 京都 | 泥1200 | OP     | 栗東錦標         | 55   | 上村洋行 | 12   | 16   | 1    | 1:10.7 | （Joyful Heart）      |
| 15/6/2008  | 日本     | 中京 | 草1200 | GIII   | CBC賞            | 55   | 上村洋行 | 2    | 18   | 1    | 1:08.0 | （Spinning Noir）     |
| 17/8/2008  | 日本     | 小倉 | 草1200 | JpnIII | 北九州紀念       | 56   | 上村洋行 | 4    | 18   | 1    | 1:07.5 | （丸河鳳凰）          |
| 5/10/2008  | 日本     | 中山 | 草1200 | GI     | 短途馬錦標       | 55   | 上村洋行 | 14   | 16   | 1    | 1:08.0 | （拳壇奇蹟）          |
| 29/3/2009  | 日本     | 中京 | 草1200 | GI     | 高松宮紀念       | 55   | 上村洋行 | 4    | 18   | 2    | 1:08.1 | 桂冠戰士              |
| 13/9/2009  | 日本     | 阪神 | 草1200 | GII    | 人馬錦標         | 57   | 上村洋行 | 8    | 15   | 2    | 1:08.2 | 天涯海角              |

## 退役後
退役後，不眠之夜成爲了繁殖雌馬，於北海道安平町北部牧場休養，在2010年進行配種。首匹子嗣Blanche Dame於2011年出生，可於2013年出賽。
2012年2月2日，其因右橈骨骨折死亡，享年僅8歲。

### 詳細繁殖資料
| 數目   | 馬名           | 出生年 | 性別 | 父系   | 練馬師           | 馬主                 | 戰績                       |
| ------ | -------------- | ------ | ---- | ------ | ---------------- | -------------------- | -------------------------- |
| 第一匹 | Blanche Dame   | 2011   | 雌   | 大震撼 | 栗東・橋口弘次郎 | Sunday Racing Co Ltd | 8戰1冠0亞0季（退役・繁殖） |
|        | （無血統登記） | 2012   | 雄馬 | 大震撼 |                  |                      |                            |

## 血統簡介
父系大洋船爲美國生產的日本賽駒，於草地泥地賽事均有表現，曾勝出NHK一哩賽及日本盃泥地大賽。祖父French Deputy爲美國賽駒，生涯戰績不俗，曾勝出二級賽。
母系What Katy Did爲美國出生的法國賽駒，生涯戰績不俗，曾勝出當地表列賽。外祖父雷里耶夫爲加拿大著名種馬北地舞人子嗣，由於自身配種成績亦非常優秀，現已經確立成一支獨立的種馬系統。

### 血統表
| 父線：Vice Regent系（北地舞人系）            |                              |                 |                    |
| 種馬 大洋船 1998年（灰色）                   | French Deputy 1990年（栗色） | Deputy Minister | Vice Regent        |
| 種馬 大洋船 1998年（灰色）                   | French Deputy 1990年（栗色） | Deputy Minister | Mint Copt          |
| 種馬 大洋船 1998年（灰色）                   | French Deputy 1990年（栗色） | Mitterand       | Hold Your Peace    |
| 種馬 大洋船 1998年（灰色）                   | French Deputy 1990年（栗色） | Mitterand       | Laredo Lass        |
| 種馬 大洋船 1998年（灰色）                   | Blue Avenue 1990年（灰色）   | Classic Go Go   | Pago Pago          |
| 種馬 大洋船 1998年（灰色）                   | Blue Avenue 1990年（灰色）   | Classic Go Go   | Classic Perfection |
| 種馬 大洋船 1998年（灰色）                   | Blue Avenue 1990年（灰色）   | Eliza Blue      | Icecapade          |
| 種馬 大洋船 1998年（灰色）                   | Blue Avenue 1990年（灰色）   | Eliza Blue      | Corella            |
| 繁殖雌馬 What Katy Did 1989年（棗色）        | 雷利耶夫 1977年（棗色）      | 北地舞人        | Nearctic           |
| 繁殖雌馬 What Katy Did 1989年（棗色）        | 雷利耶夫 1977年（棗色）      | 北地舞人        | Naltama            |
| 繁殖雌馬 What Katy Did 1989年（棗色）        | 雷利耶夫 1977年（棗色）      | Special         | Forli              |
| 繁殖雌馬 What Katy Did 1989年（棗色）        | 雷利耶夫 1977年（棗色）      | Special         | Thong              |
| 繁殖雌馬 What Katy Did 1989年（棗色）        | Katies 1981年（深棗色）      | Nonoalco        | Nearctic           |
| 繁殖雌馬 What Katy Did 1989年（棗色）        | Katies 1981年（深棗色）      | Nonoalco        | Seximee            |
| 繁殖雌馬 What Katy Did 1989年（棗色）        | Katies 1981年（深棗色）      | Mortefontaine   | Polic              |
| 繁殖雌馬 What Katy Did 1989年（棗色）        | Katies 1981年（深棗色）      | Mortefontaine   | Brabantia          |
| 雌系：號族：7-f                              |                              |                 |                    |
| 五代內近親交配：北地舞人 5×3、Nearctic 5×4×4 |                              |                 |                    |

## 命名由來
名字Sleepless Night（スリープレスナイト）意思就是「無法入睡的夜晚」，聯想之父系大洋船之名字由來：黑船來航中，民間為諷刺江戶幕府被叩關的美國艦隊嚇得驚慌失措所作的狂歌：「上喜撰喚醒太平夢，僅需四杯無夜能眠」（泰平の眠りを覚ます上喜撰、たった四杯で夜も眠れず），香港則取意譯，翻譯為「不眠之夜」。

## 外部連結
- 不眠之夜 netkeiba.com （页面存档备份，存于）
- 血統表 （页面存档备份，存于）